# CS-130
De CS-130 (Carretera Secundaria 130) is een secundaire weg in Andorra. De weg verbindt Sant Julià de Lòria via Aubinyà, Juberri en Els Plans met La Rabassa en is ongeveer zeventien kilometer lang.